# Sean Williams (cricketspelare)
Sean Colin Williams, född 26 september 1986, är en zimbabwisk cricketspelare som spelar alla cricketformat primärt som en slående all-rounder. Williams representerar Matabeleland Tuskers samt Zimbabwes herrlandslag i cricket. I september 2019 utnämnde Zimbabwe Cricket Williams dess nya landslagskaptén efter att Hamilton Masakadza gick i pension från internationell cricket. Senare samma månad ledde han laget som kapten för första gången i en Twenty20 International-match mot Nepal i Singapore Tri-Nation Series 2019/2020.

## Privatliv
Williams gick på Falcon College i Esigodini, Zimbabwe. Hans far, Collin Williams, är en tränare för Zimbabwes landhockeylandslag samt före-detta förstaklasscricketspelare och Williams bror, Matthew Williams, är en cricketspelare som har spelat förstaklasscricket för zimbabwiska Matabeleland Tuskers. Hans mor, Patricia McKillop, var en landhockeyspelare som var en del av det zimbabwiska lag som vann OS-guldet i Moskva 1980. Hans styvbror, Michael McKillop, är även han en förstaklasscricket- och landhockeyspelare som spelade för Matabeleland och var kapten för Zimbabwes herrlandslag i landhockey.
I april 2015 gifte sig Williams med Chantelle Dexter.